# Driver: San Francisco
Driver: San Francisco ist der fünfte Teil der Computerspielserie Driver. Das Spiel erschien am 1. September 2011 für PlayStation 3, Xbox 360, Wii, Windows und Mac OS. Es ist der erste Teil, der von Grund auf unter dem Publisher Ubisoft von Reflections entwickelt worden ist. Weiterhin ist Driver: San Francisco der erste Ableger der Serie in der Konsolengeneration von PlayStation 3 und Xbox 360.

## Spielprinzip

### Allgemein
Das Grundkonzept nähert sich an das Original von 1999 an, indem der Fokus auf das Fahr-Element gelegt wurde und es sich erstmals seit dem ersten Teil wieder um ein reines Rennspiel handelt. Gleich geblieben ist die Spielwelt in Form einer Großstadt sowie der Hauptcharakter der ersten drei Teile John Tanner. Der Spieler kann daher nicht mehr das Fahrzeug verlassen und die Stadt zu Fuß erkunden, weshalb auch der Einsatz von Waffen nicht mehr vorhanden ist. Genauso können auch Fußgänger nicht mehr überfahren werden, sondern bringen sich mit Sprüngen und dergleichen in Sicherheit.
Neu eingeführt wurde ein auf den Titel SHIFT getauftes Gameplay-Element, das es dem Spieler ermöglicht, zwischen unterschiedlichen Fahrzeugen der Spielumgebung zu wechseln und deren Steuerung zu übernehmen. Je nach Fortschritt im Spiel, wird der Auswahlrahmen dafür immer größer. Ein Novum in der Spieleserie ist auch die Implementierung von lizenzierten Fahrzeugen.
Des Weiteren wurde erstmals seit Driver 2 wieder ein Mehrspieler-Modus eingeführt. Sowohl offline in Form von Split-Screen als auch online ist es möglich in verschiedenen Modi gegeneinander anzutreten, wobei auch hier das SHIFT-Feature eine bedeutende Rolle spielt.

### Herausforderungen
Die Herausforderungen stellen besondere Aufgaben für den Spieler dar. Dazu zählen Verfolgungsjagden mit der Polizei, das Erreichen eines bestimmten Ortes innerhalb einer gewissen Zeit oder das Durchführen spezieller Fahrmanöver. Häufig waren Filme mit berühmten Fluchtszenen Vorbild, z. B. The Italian Job, Starsky & Hutch oder Blues Brothers. Herausforderungen werden im Verlauf der Geschichte freigeschaltet. Sie können durch den Kauf von in der Stadt verteilten Werkstätten, durch das Sammeln von in der Stadt verteilten Filmsymbolen, über das UPlay-Center und durch bestimmte Ereignisse im Verlauf der Spielgeschichte freigeschaltet werden.
Zur Erinnerung an den ersten Teil der Serie bauten die Entwickler eine Herausforderung ein, die der Trainingsmission dieses Spiels sehr ähnlich ist. In dieser muss der Spieler innerhalb von 60 Sekunden in einem Parkhaus vorgegebene Fahrmanöver durchführen. Das Freischalten dieser Herausforderung ist eine Anspielung auf den Film Zurück in die Zukunft von 1985; nämlich muss man zum Freischalten mit dem DeLorean DMC-12 eine Geschwindigkeit von 88 Meilen pro Stunde (141 km/h) erreichen.

### Städte
Die Spielumgebung von Driver: San Francisco besteht aus der bereits aus Teil 1 bekannten Metropole San Francisco. Die Stadt verfügt über einen deutlich höheren Detailgrad als alle Städte bisher und weist ein Straßennetz von über 250 km Gesamtlänge auf.

## Handlung
Driver: San Francisco folgt wieder der Geschichte des ehemaligen Rennfahrers und Undercover-Polizisten John Tanner und setzt unmittelbar nach den Ereignissen aus Driver 3 an.
Der Antagonist dieses Spiels, Charles Jericho, hat die finale Schießerei überlebt und konnte in die USA fliehen. Dort gelang es dem Undercover-Polizisten John Tanner, ihn nach mehreren Monaten der Suche zu verhaften. Als Jericho zum Gericht transportiert werden soll, wird der Transporter von Mitgliedern aus Jerichos Bande überfallen und er kann mit dem Transportwagen fliehen. Tanner nimmt anschließend die Verfolgung des flüchtigen Fahrzeugs auf. Jericho gelingt es, Tanners Fahrzeug zu rammen, bei diesem Unfall fällt Tanner ins Koma und erlebt daraufhin einen Großteil des Geschehens nur in seinen Gedanken. Dadurch wird das shiften erklärt.

## Fahrzeuge
Driver: San Francisco beinhaltet insgesamt 125 verschiedene Autos von realen Herstellern. Einige Fahrzeuge existieren in mehreren Varianten, z. B. als Taxi oder als Polizeifahrzeug.
Neue Fahrzeuge erhält der Spieler meist durch das Shiften: Der Spieler wählt ein Fahrzeug aus und übernimmt die Kontrolle darüber. Zu Beginn des Spiels sind überwiegend Kleinwagen, Limousinen und Trucks im Straßenverkehr präsent, im späteren Spielverlauf erscheinen immer häufiger Sportwagen und andere besonders leistungsstarke Fahrzeuge. Fahrzeuge können aber auch bei Autohändlern gekauft werden. Dadurch kann der Spieler jederzeit auf das gewünschte Fahrzeug zurückgreifen, nachdem er es gekauft hat.
| Fahrzeugliste                   |                                 |                               |
| Abarth 500                      | Chevrolet Impala                | Lamborghini Gallardo LP560-4  |
| Abarth Fiat 695                 | Chevrolet Impala – Taxi         | Lamborghini Jalpa             |
| Alfa Romeo 159                  | Chevrolet Volt                  | Lamborghini Miura             |
| Alfa Romeo 8C Competizione      | DeLorean DMC-12                 | Lamborghini Murcielago LP640  |
| Alfa Romeo Giulia               | Dodge Challenger                | Lamborghini Murcielago LP670  |
| Alfa Romeo Giulietta            | Dodge Challenger (2008)         | Lancia Stratos                |
| Alfa Romeo MiTo                 | Dodge Charger R/T (1969)        | Lincoln Town Car              |
| Alfa Romeo Spider               | Dodge Charger SRT8 (2009)       | Maserati GranTurismo S (2008) |
| AMC Pacer                       | Dodge Charger SRT8 – Cop        | McLaren F1                    |
| Aston Martin Cygnet             | Dodge Grand Caravan             | McLaren MP4                   |
| Aston Martin DB5                | Dodge Grand Caravan – Taxi      | McLaren SLR                   |
| Aston Martin DB9                | Dodge Monaco                    | Nissan 370Z                   |
| Aston Martin Rapide             | Dodge Monaco – Cop              | Nissan 370Z – Getunt          |
| Aston Martin V12 Vantage        | Dodge Neon                      | Nissan GT-R                   |
| Audi A4                         | Dodge Viper                     | Nissan Skyline                |
| Audi Q7                         | Ford Crown Victoria             | Oldsmobile Cutlass            |
| Audi R8                         | Ford Crown Victoria – Cop       | Oldsmobile Vista Cruiser      |
| Audi RS6                        | Ford Crown Victoria – Taxi      | Pagani Zonda Cinque           |
| Audi S5                         | Ford F-150                      | Pontiac GTO                   |
| Audi Sport quattro              | Ford F-350                      | Pontiac Lemans                |
| Audi TT                         | Ford Gran Torino                | Pontiac Solstice              |
| Bentley Arnage                  | Ford GT                         | Pontiac Solstice – Getunt     |
| Bentley Continental             | Ford Mustang V (2005)           | Pontiac Trans Am (1975)       |
| Cadillac CTS                    | Ford Mustang GT Fastback (1968) | Pontiac Trans Am (1977)       |
| Cadillac DTS                    | Ford Mustang (1973)             | Pontiac Trans Am (1977)       |
| Cadillac Eldorado               | Ford RS200                      | Ram 3500 Laramie              |
| Cadillac Escalade               | Ford Shelby GT500 (2010)        | Ram SRT10                     |
| Cadillac Escalade – Cop         | Ford Taurus                     | Range Rover Sport             |
| Cadillac XLR                    | GMC C5500                       | Ruf CTR3                      |
| Chevrolet Bel Air               | GMC C5500 – Ambulanz            | Ruf CTR                       |
| Chevrolet Blazer                | GMC Savana                      | Ruf RK Coupe                  |
| Chevrolet C10                   | GMC Sierra                      | Ruf RK Spyder                 |
| Chevrolet C10 – Abschleppwagen  | GMC Sierra – Monster Truck      | Ruf Rt 12                     |
| Chevrolet Camaro SS (1968)      | GMC Vandura                     | Shelby Cobra                  |
| Chevrolet Camaro SS (2010)      | Hudson Hornet                   | Shelby GT500 (1967)           |
| Chevrolet Camaro Z28 (1986)     | Hummer H3                       | VW Camper                     |
| Chevrolet Chevelle              | Jaguar E-Type                   | VW Scirocco                   |
| Chevrolet Corvette (1960)       | Jaguar XF-R                     | Volkswagen Scirocco – Rally   |
| Chevrolet Corvette (2006)       | Jaguar XKR                      | VW Baja Buggy                 |
| Chevrolet Corvette (2010)       | Jeep Wrangler                   | VW Beetle                     |
| Chevrolet Corvette (2010) – Cop | Lamborghini Countach            | VW Käfer                      |
| Chevrolet El Camino             | Lamborghini Diablo              |                               |

## Soundtrack
| Übersicht über die im Spiel enthaltenen Musikstücke | | |
| - Agnostic Mountain Gospel Choir – 10,000 Years - Alan Hawkshaw – Beat Me Till I’m Blue - All Thieves – Only Of You - Archie Bronson – Outfit Cherry Lips - Aretha Franklin – Rock Steady (alt mix) - Basement Freaks – Gypsy Breaks Tal M Klein Remix - Beastie Boys – Suco De Tangerina - Beck Black Tambourine - Big Joe Louis – Go Go Train - Billy Boy on Poison – On My Way - Black Rebel Motorcycle – Club Weapon Of Choice - Clarence Wheeler & The Enforcers Right On - ColdCut – Everything Is Under Control - Death in Vegas – Sons of Rother - Desert Sessions – Subcutaneous Phat - DJ Shadow – 100 Metre Dash - DJ Shadow – Dark Days - Dr John – Everybody Wanna Get Rich Rite Away - Dr Rubberfunk – Northern Comfort feat. John Turrell Edenheight Peaceboy - Editors – In This Light And On This Evening - Elbow – Grounds For Divorce - Fatal – Tuned up - Fort Knox Five – Kool It Man - Funkadelic – As Good As I Can Feel (1969 Version) - Hound – Dog Taylor Sitting At Home Alone | - Jamiroquai – Whatever it is, I just can’t stop - Kram – Ridin High - LCD Soundsystem – No Love Lost (Joy Division cover) - Leaving the fold – On You - Liars – Plaster Casts Of Everything - Maps – Let go of the fear - Marlena Shaw – California Soul (Diplo Remix) - Narco – Worth It - Northern Light – Cocaine - OC Tolbert – Along came a woman - Overseer – Pump Action - Pedro – Fear & Resilience (Cherrystones) - Presets – Steamworks - Primal Scream – Kowalski - Primal Scream – If They Move, Kill 'Em - Queens of the Stone Age – Lost Art Of Keeping A Secret - Recoil – Backslider - Robert Palmer – Sneakin' Sally Thru The Alley - Seasick Steve – Big Green and Yeller - Southside Movement – I’ve Been Watching You - Span – Baby’s Come Back (Radio Edit) - Stephen Yerkey – Link Wray’s Girlfriend - Sugarman Three – Funky So-And-So - The Black Keys – Black Door - The Black Keys – Strange Times | - The Black Keys – Lies - The Black Keys – Your Touch - The ChiLites – Are You My Woman Tell Me So - The Cure – Labyrinth - The Dirtbombs – Chains of Love - The Eels – Prizefighter - The Flaming Lips – The Sparrow Looks Up At The Machine - The Heavy – Big Bad Wolf - The Heavy – How You Like Me Now - The Heavy – The Sleeping Ignoramus instr - The Heavy – Trash Good Man - The Herbaliser – On Your Knees - The Hustlers – Inertia - The Noisettes – Dont Give Up - The Prodigy – World’s On Fire - The Stooges – 1969 (Alternate Vocal) - These New Puritans – We Want War - TV on the Radio – Wolf Like Me - Two Fingers – Two Fingers (Instrumental) - Two Lone Swordsman – Born Bad, Born Beautiful - Unkle – Eye For An Eye - Unkle – Unreal - Viva Voce Devotion – Viva Vode - zZz – Soul |

## Entwicklungsgeschichte
Schon 2007 kam das Gerücht auf, dass Ubisoft möglicherweise an einem neuen Driver-Spiel arbeite. Ein Bericht des Nachrichtenmagazins BBC-NEWS über die Entwicklung von Computerspielen zeigte im Juli 2008 Einblicke in das Studio von Ubisoft Reflections, in dem auch erste Bilder des neuen Driver-Teils zu sehen waren. Eine offizielle Stellungnahme bzw. die namentliche Nennung blieben aus. Ein Jahr darauf waren weitere Hinweise aus einem Eintrag im US-Marketing zu entnehmen, als sich der französische Publisher den Namen Driver: The Recruit schützen ließ. Tatsächlich erschien im November 2009 von Ubisoft ein Videospiel mit dem Titel C.O.P. The Recruit für den Nintendo-DS, welches in Grundzügen der Driver-Reihe ähnelt und als Spielumgebung eine modifizierte Version New Yorks aus Driver – Parallel Lines verwendet.
Am 20. April 2010 sicherte sich Ubisoft unter anderem die Domain driversanfranciscogame.com.

## Rezeption
Driver: San Francisco hat international gute Bewertungen erhalten. Die Rezensionsdatenbank Metacritic aggregiert für den PC, die PlayStation 3 sowie Xbox 360 eine Gesamtwertung zwischen 79 und 80. Die Version des Spiels für die Wii wird von der Fachpresse mit einer aggregierten Wertung von 64 deutlich schlechter bewertet.
Bernd Wener von GamersGlobal lobt die Fahrphysik sowie das Schadensmodell und die abwechslungsreiche Missionen des Spiels. Weiterhin lobt Ali Wenzel von Games Aktuell die Mehrspieler-Modi und die KI.
Kritikpunkte sind laut Bernd Wener und Christoph Miklos von Gamezoom der schwankende Schwierigkeitsgrad, welcher von Thorsten Küchler von Videogameszone.de als zu leicht bewertet wird. Weitere negative Aspekte sind laut der Fachpresse die Schattentexturen und die Grafik der Häuser.

„Mit Driver San Francisco hat Ubisoft ein sehr gutes Story-Rennspiel erschaffen. Die Geschichte rund um Koma-Patient Tanner, seinen Sidekick Jones und Schwerverbrecher Jericho ist zwar etwas abgedreht, aber fesselnd und motivierend erzählt. Das innovative Shift-Feature mag Rennpuristen abschrecken, fügt sich aber gut ins Action-Geschehen ein. Lediglich kleine technische Mängel und Balancing-Ungereimtheiten trüben den Gesamteindruck ein wenig.“

### Verkäufe
Laut Ubisoft wurden die erwarteten Verkäufe übertroffen.

## Abkündigung
Am 9. Dezember 2016 wurde das Spiel aus den Online-Shops entfernt und konnte aufgrund des Auslaufens der Lizenz nicht mehr erworben werden; eine Online-Petition bei Change.org läuft, um Ubisoft aufzufordern, das Spiel wieder verfügbar zu machen.